# Strefa saturacji

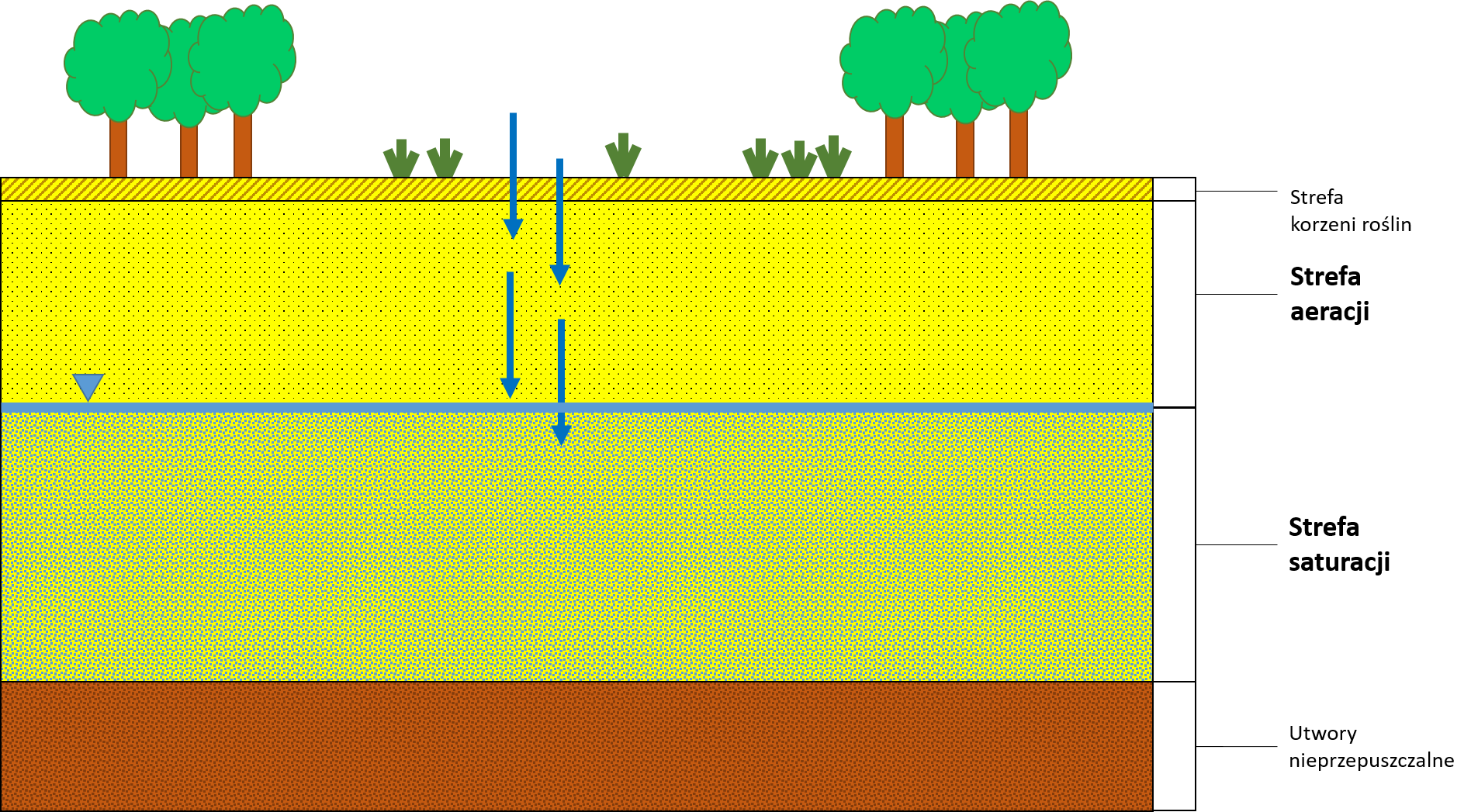
Schematyczne przedstawienie wód podziemnych o zwierciadle swobodnym.

Strefa saturacji, strefa nasycenia wodą, strefa nawodniona – strefa poniżej zwierciadła wód podziemnych, ograniczona stropem warstwy nieprzepuszczalnej. 
Jest to warstwa skalna wodonośna, w której wszystkie szczeliny i pory skalne są wypełnione wodą wolną (grawitacyjną). Wody występujące w strefie saturacji mogą znajdować się na różnej głębokości (przypowierzchniowe, gruntowe, wgłębne i głębinowe), mogą być odizolowane od cyklu hydrologicznego lub nie (potamiczne, apotamiczne), mogą mieć zwierciadło swobodne lub napięte (wody swobodne, wody naporowe, wody subartezyjskie, wody artezyjskie), mogą być w różnym stopniu zmineralizowane oraz mogą mieć różną temperaturę.
W wodach swobodnych występuje poniżej strefy aeracji, jednak w wodach naporowych zwierciadło wód podziemnych jest tożsame ze stropem warstwy wodonośnej.
W przypadku wód krasowych odpowiednikiem strefy saturacji jest strefa freatyczna.